# Erklärung der Menschen- und Bürgerrechte

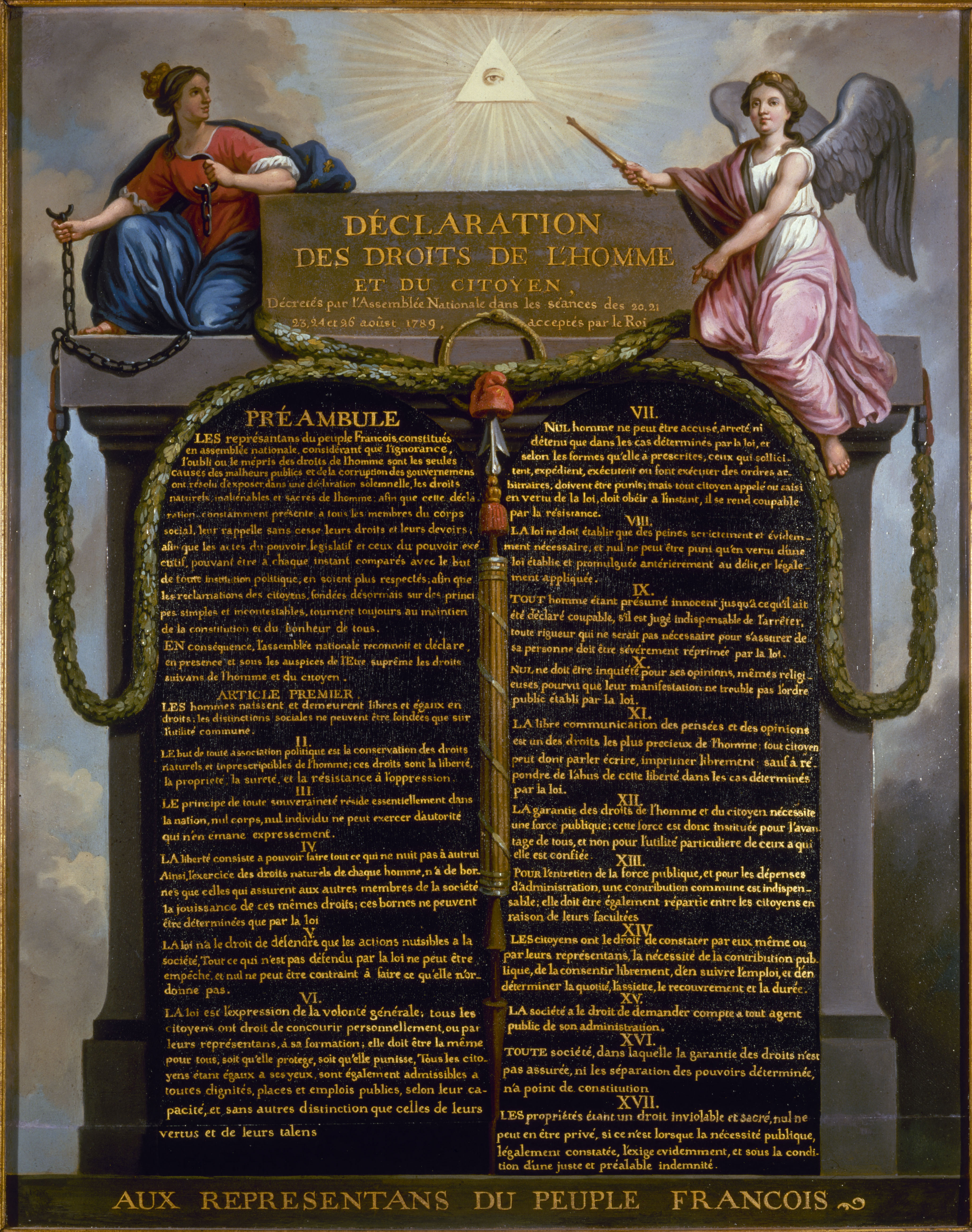
Déclaration des Droits de l’Homme et du Citoyen (Gemälde von Jean-Jacques-François Le Barbier, ca. 1789)

Die Erklärung der Menschen- und Bürgerrechte (Déclaration des Droits de l’Homme et du Citoyen) wurde am 26. August 1789 von der französischen Nationalversammlung verabschiedet. Sie legte in 17 Artikeln die Menschen- und Bürgerrechte fest, die jedem männlichen, Steuern zahlenden Franzosen unveräußerlich als Mensch und als Bürger Frankreichs zuerkannt wurden. Die Erklärung der Menschen- und Bürgerrechte wurde im Jahr 2003 zum Weltdokumentenerbe erklärt und gilt als Meilenstein in der Geschichte der Grund- und Menschenrechte.

## Geschichte
Die Erklärung ist stark vom Gedankengut der französischen Aufklärung, namentlich von Montesquieu und Rousseau, geprägt. Daneben ist der Einfluss der englischen Bill of Rights von 1689 und der seit der Reformation entwickelten Lehren vom Widerstandsrecht gegen Tyrannen spürbar. Inspirierend wirkten schließlich Texte, die im Zusammenhang mit der Amerikanischen Revolution entstanden waren. Zu nennen ist insbesondere die Bill of Rights von Virginia (1776). Der Marquis de La Fayette spielte hier als Brückenbauer eine wichtige Rolle. Nach seiner Rückkehr aus den USA wurde er 1789 Mitglied der französischen Generalstände. Er brachte nach amerikanischem Vorbild einen Entwurf zu einer Erklärung der Menschen- und Bürgerrechte in die neue Nationalversammlung ein. Die am 26. August 1789 von der Nationalversammlung verkündete Erklärung der Menschen- und Bürgerrechte, Produkt einer langwierigen Debatte und unzähliger Entwürfe und Änderungsanträge, beruht mittelbar auf seinem Entwurf.
Am 5. Oktober 1789 nahm Ludwig XVI. unter dem Druck des Aufstandes der Poissarden die Erklärung sowie die neunzehn Artikel der Verfassung an, die zuvor bereits von der Nationalversammlung angenommen worden waren. Die Verfassung wurde am 5. Oktober 1789 von der Nationalversammlung verabschiedet.
Das handschriftliche Original von 1789, das sich heute im französischen Nationalarchiv in Paris befindet, wurde im Jahr 2003 zum Weltdokumentenerbe erklärt.

## Inhalt

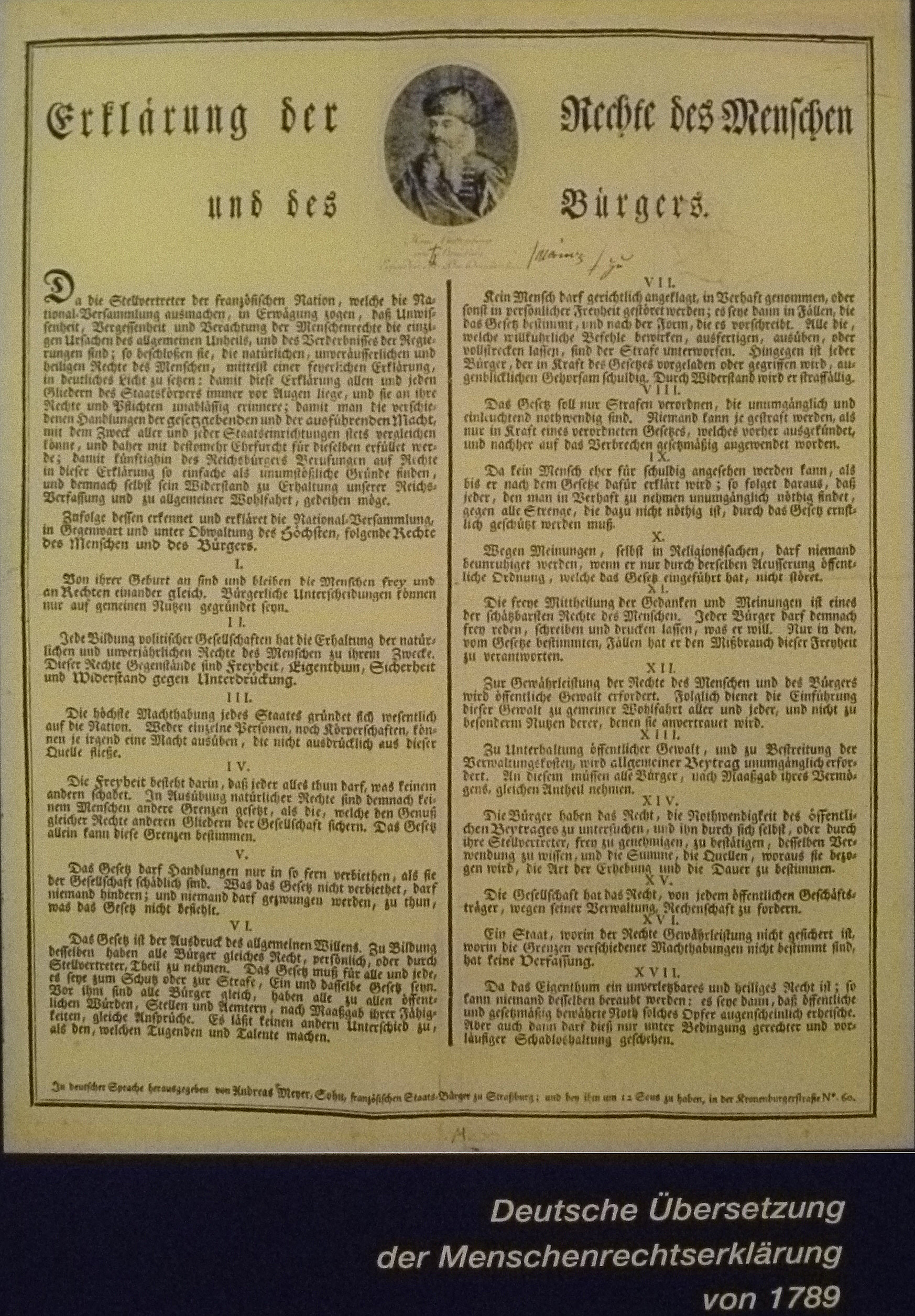
Erklärung der Menschen- und Bürgerrechte

Die Erklärung der Menschen- und Bürgerrechte enthält eine Präambel und 17 Artikel, in denen die grundlegendsten Bestimmungen über den Menschen, seine Rechte und die Nation festgeschrieben sind. Sie erklärt, dass es natürliche und unveräußerliche Rechte wie Freiheit, Eigentum, Sicherheit und Widerstand gegen Unterdrückung geben muss. Alle Menschen müssen als gleich gelten, besonders vor dem Gesetz und dem Recht. Sie schließt auch die durch den Staatstheoretiker Montesquieu in seinem Buch Vom Geist der Gesetze geforderte Gewaltenteilung ein. Wie ähnliche Texte galt auch die Erklärung der Menschen- und Bürgerrechte zum Zeitpunkt ihrer Formulierung vor allem bezüglich der politischen Rechte nicht für die Frauen. Olympe de Gouges forderte 1791 die volle rechtliche, politische und soziale Gleichstellung aller Geschlechter mit ihrer Erklärung der Rechte der Frau und Bürgerin ein.
Die Erklärung der Menschen- und Bürgerrechte wird auch in der Präambel zur Französischen Verfassung des 4. Oktober 1958 zitiert, was beweist, dass sie bis zur heutigen Fünften Republik ihre Bedeutung, und zwar auch als Teil der französischen Verfassung, nicht verloren hat. Sie ist die erste Menschenrechtserklärung in Europa.

### Präambel
« Les représentants du peuple français, constitués en Assemblée nationale, considérant que l’ignorance, l’oubli ou le mépris des droits de l’homme sont les seules causes des malheurs publics et de la corruption des gouvernements, ont résolu d’exposer, dans une déclaration solennelle, les droits naturels, inaliénables et sacrés de l’homme, afin que cette déclaration, constamment présente à tous les membres du corps social, leur rappelle sans cesse leurs droits et leurs devoirs ; afin que les actes du pouvoir législatif et ceux du pouvoir exécutif, pouvant être à chaque instant comparés avec le but de toute institution politique, en soient plus respectés ; afin que les réclamations des citoyens, fondées désormais sur des principes simples et incontestables, tournent toujours au maintien de la Constitution et au bonheur de tous. »

„Da die Vertreter des französischen Volkes, als Nationalversammlung eingesetzt, erwogen haben, dass die Unkenntnis, das Vergessen oder die Verachtung der Menschenrechte die einzigen Ursachen des öffentlichen Unglücks und der Verderbtheit der Regierungen sind, haben sie beschlossen, die natürlichen, unveräußerlichen und heiligen Rechte der Menschen in einer feierlichen Erklärung darzulegen, damit diese Erklärung allen Mitgliedern der Gesellschaft beständig vor Augen ist und sie unablässig an ihre Rechte und Pflichten erinnert; damit die Handlungen der gesetzgebenden wie der ausübenden Gewalt in jedem Augenblick mit dem Endzweck jeder politischen Einrichtung verglichen werden können und dadurch mehr geachtet werden; damit die Ansprüche der Bürger, fortan auf einfache und unbestreitbare Grundsätze begründet, sich immer auf die Erhaltung der Verfassung und das Allgemeinwohl richten mögen.“

« En conséquence, l’Assemblée nationale reconnaît et déclare, en présence et sous les auspices de l’Être Suprême, les droits suivants de l’homme et du citoyen. »

„Infolgedessen erkennt und erklärt die Nationalversammlung in Gegenwart und unter dem Schutze des Allerhöchsten folgende Menschen- und Bürgerrechte:“

### Artikel 1
« Les hommes naissent et demeurent libres et égaux en droits. Les distinctions sociales ne peuvent être fondées que sur l’utilité commune. »

„Die Menschen sind und bleiben von Geburt frei und gleich an Rechten. Soziale Unterschiede dürfen nur im gemeinen Nutzen begründet sein.“

### Artikel 2
« Le but de toute association politique est la conservation des droits naturels et imprescriptibles de l’homme. Ces droits sont la liberté, la propriété, la sûreté et la résistance à l’oppression. »

„Das Ziel jeder politischen Vereinigung ist die Erhaltung der natürlichen und unveräußerlichen Menschenrechte. Diese Rechte sind Freiheit, Eigentum, Sicherheit und Widerstand gegen Unterdrückung.“

### Artikel 3
« Le principe de toute souveraineté réside essentiellement dans la nation. Nul corps, nul individu ne peut exercer d’autorité qui n’en émane expressément. »

„Der Ursprung jeder Souveränität ruht letztlich in der Nation. Keine Körperschaften, kein Individuum können eine Gewalt ausüben, die nicht ausdrücklich von ihr ausgeht.“

### Artikel 4
« La liberté consiste à pouvoir faire tout ce qui ne nuit pas à autrui : ainsi l’exercice des droits naturels de chaque homme n’a de bornes que celles qui assurent aux autres membres de la société la jouissance de ces mêmes droits. Ces bornes ne peuvent être déterminées que par la loi. »

„Die Freiheit besteht darin, alles tun zu können, was einem anderen nicht schadet. So hat die Ausübung der natürlichen Rechte eines jeden Menschen nur die Grenzen, die den anderen Gliedern der Gesellschaft den Genuss der gleichen Rechte sichern. Diese Grenzen können allein durch Gesetz festgelegt werden.“

### Artikel 5
« La loi n’a le droit de défendre que les actions nuisibles à la société. Tout ce qui n’est pas défendu par la loi ne peut être empêché, et nul ne peut être contraint à faire ce qu’elle n’ordonne pas. »

„Nur das Gesetz hat das Recht, Handlungen, die der Gesellschaft schädlich sind, zu verbieten. Alles, was nicht durch Gesetz verboten ist, kann nicht verhindert werden, und niemand kann gezwungen werden zu tun, was es nicht befiehlt.“

### Artikel 6
« La loi est l’expression de la volonté générale. Tous les citoyens ont droit de concourir personnellement, ou par leurs représentants, à sa formation. Elle doit être la même pour tous, soit qu’elle protège, soit qu’elle punisse. Tous les citoyens, étant égaux à ses yeux, sont également admissibles à toutes dignités, places et emplois publics, selon leurs capacités et sans autre distinction que celle de leurs vertus et de leurs talents. »

„Das Gesetz ist der Ausdruck des allgemeinen Willens. Alle Bürger haben das Recht, persönlich oder durch ihre Vertreter an seiner Formung mitzuwirken. Es soll für alle gleich sein, mag es beschützen, mag es bestrafen. Da alle Bürger in seinen Augen gleich sind, sind sie gleicherweise zu allen Würden, Stellungen und Beamtungen nach ihrer Fähigkeit zugelassen ohne einen anderen Unterschied als den ihrer Tugenden und ihrer Talente.“

### Artikel 7
« Nul homme ne peut être accusé, arrêté ni détenu que dans les cas déterminés par la loi, et selon les formes qu’elle a prescrites. Ceux qui sollicitent, expédient, exécutent ou font exécuter des ordres arbitraires, doivent être punis; mais tout citoyen appelé ou saisi en vertu de la loi doit obéir à l’instant; il se rend coupable par la résistance. »

„Jeder Mensch kann nur in den durch das Gesetz bestimmten Fällen und in den Formen, die es vorschreibt, angeklagt, verhaftet und gefangengehalten werden. Diejenigen, die willkürliche Befehle betreiben, ausfertigen, ausführen oder ausführen lassen, sollen bestraft werden. Doch jeder Bürger, der auf Grund des Gesetzes vorgeladen oder ergriffen wird, muss sofort gehorchen. Er macht sich durch Widerstand strafbar.“

### Artikel 8
« La loi ne doit établir que des peines strictement et évidemment nécessaires, et nul ne peut être puni qu’en vertu d’une loi établie et promulguée antérieurement au délit et légalement appliquée. »

„Das Gesetz soll nur solche Strafen festsetzen, die offensichtlich unbedingt notwendig sind. Und niemand kann auf Grund eines Gesetzes bestraft werden, das nicht vor Begehung der Tat erlassen, verkündet und rechtmäßig angewandt worden ist.“

### Artikel 9
« Tout homme étant présumé innocent jusqu’à ce qu’il ait été déclaré coupable, s’il est jugé indispensable de l’arrêter, toute rigueur qui ne sera pas nécessaire pour s’assurer de sa personne doit être sévèrement réprimée par la loi. »

„Da jeder Mensch so lange für unschuldig gehalten wird, bis er für schuldig erklärt worden ist, soll, wenn seine Verhaftung für unumgänglich erachtet wird, jede Härte, die nicht notwendig ist, um sich seiner Person zu versichern, durch Gesetz streng vermieden sein.“

### Artikel 10
« Nul ne doit être inquiété pour ses opinions, même religieuses, pourvu que leur manifestation ne trouble pas l’ordre public établi par la loi. »

„Niemand soll wegen seiner Meinungen, selbst religiöser Art, beunruhigt werden, solange ihre Äußerung nicht die durch das Gesetz festgelegte öffentliche Ordnung stört.“

### Artikel 11
« La libre communication des pensées et des opinions est un des droits les plus précieux de l’homme : tout citoyen peut donc parler, écrire, imprimer librement, sauf à répondre de l’abus de cette liberté, dans les cas déterminés par la loi. »

„Die freie Mitteilung der Gedanken und Meinungen ist eines der kostbarsten Menschenrechte. Jeder Bürger kann also frei schreiben, reden und drucken unter Vorbehalt der Verantwortlichkeit für den Missbrauch dieser Freiheit in den durch das Gesetz bestimmten Fällen.“

### Artikel 12
« La garantie des droits de l’homme et du citoyen nécessite une force publique : cette force est donc instituée pour l’avantage de tous et non pour l’utilité particulière de ceux auxquels elle est confiée. »

„Die Sicherung der Menschen und Bürgerrechte erfordert eine Streitmacht. Diese Macht ist also zum Vorteil aller eingesetzt und nicht für den besonderen Nutzen derer, denen sie anvertraut ist.“

### Artikel 13
« Pour l’entretien de la force publique et pour les dépenses d’administration, une contribution commune est indispensable. Elle doit être également répartie entre tous les citoyens, en raison de leurs facultés. »

„Für den Unterhalt der Streitmacht und für die Kosten der Verwaltung ist eine allgemeine Abgabe unumgänglich. Sie muss gleichmäßig auf alle Bürger unter Berücksichtigung ihrer Vermögensumstände verteilt werden.“

### Artikel 14
« Chaque citoyen a le droit, par lui-même ou par ses représentants, de constater la nécessité de la contribution publique, de la consentir librement, d’en suivre l’emploi et d’en déterminer la quotité, l’assiette, le recouvrement et la durée. »

„Alle Bürger haben das Recht, selbst oder durch ihre Abgeordneten die Notwendigkeit der öffentlichen Abgabe festzustellen, sie frei zu bewilligen, ihre Verwendung zu überprüfen und ihre Höhe, ihre Veranlagung, ihre Eintreibung und Dauer zu bestimmen.“

### Artikel 15
« La société a le droit de demander compte à tout agent public de son administration. »

„Die Gesellschaft hat das Recht, von jedem öffentlichen Beamten Rechenschaft über seine Verwaltung zu fordern.“

### Artikel 16
« Toute société dans laquelle la garantie des droits n¹est pas assurée, ni la séparation des pouvoirs déterminée, n’a pas de Constitution. »

„Eine Gesellschaft, in der die Verbürgung der Rechte nicht gesichert und die Gewaltenteilung nicht festgelegt ist, hat keine Verfassung.“

### Artikel 17
« Les propriétés étant un droit inviolable et sacré, nul ne peut en être privé, si ce n’est lorsque la nécessité publique, légalement constatée, l’exige évidemment, et sous la condition d’une juste et préalable indemnité. »

„Da das Eigentum ein unverletzliches und heiliges Recht ist, kann es niemandem genommen werden, wenn es nicht die gesetzlich festgelegte, öffentliche Notwendigkeit augenscheinlich erfordert und unter der Bedingung einer gerechten und vorherigen Entschädigung.“